# 安成日
安成日（朝鮮文：안성일；英文：An Song-Il；1992年11月30日—），朝鮮足球運動員，入選過朝鮮國家足球隊。現在效力於朝鮮足球聯賽球會4.25體育團。

## 簡歷
安成日在2017年首次入選朝鮮國家足球隊，參加2019年亞洲盃資格賽。2018年參與了東亞足球錦標賽外圍賽第二圈，但得球差負給香港足球代表隊，不能成功獲得資格賽冠軍而取得決賽出線席位。
另外，安成日代表所屬球會4.25體育團參與2017年亞洲足協盃，並在分組賽賽事中上陣，協助球會晉級跨區準決賽。2018年，代表所屬球會4.25體育團參與2018年亞洲足協盃，先後在分組賽和淘汰賽中上陣，但對土庫曼超級足球聯賽球會阿恩艾沙的跨區決賽中落敗而未能晉級

## 職業生涯統計
| 球會表現 | 球會表現 | 球會表現          | 聯賽 | 聯賽 | 足總盃 | 足總盃 | 聯賽盃 | 聯賽盃 | 洲際賽 | 洲際賽 | 總數 | 總數 |
| 球季     | 球會     | 聯賽              | 出場 | 入球 | 出場   | 入球   | 出場   | 入球   | 出場   | 入球   | 出場 | 入球 |
| 北韓     | 北韓     | 北韓              | 聯賽 | 聯賽 |        |        |        |        | 亚洲赛 | 亚洲赛 | 總數 | 總數 |
| -------- | -------- | ----------------- | ---- | ---- | ------ | ------ | ------ | ------ | ------ | ------ | ---- | ---- |
| 2017     | 4.25     | 朝鮮足球聯賽 甲級 | ?    | ?    | –      | –      | N/A    | N/A    | 3      | 0      | ?    | ?    |
| 2017–18  | 4.25     | 朝鮮足球聯賽 甲級 | ?    | ?    | –      | –      | N/A    | N/A    | 9      | 0      | ?    | ?    |
| 總和     | 北韓     | 北韓              | ?    | ?    | –      | –      | N/A    | N/A    | 12     | 0      | ?    | ?    |

## 榮譽

### 球會
4.25體育團
- 朝鮮足球甲組聯賽冠軍（2）：2017年、2017–18年；
- 白頭山獎運動會冠軍：2017年；